# Something's Gotta Give
Something's Gotta Give è il quinto album studio del gruppo New York hardcore Agnostic Front. Venne pubblicato nel 1998 dalla Epitaph Records, a seguito della compilation del 1995 Raw Unleashed. Si tratta del primo disco in studio dal 1992, anno in cui uscì One Voice. L'album venne co-prodotto da Billy Milano, leader dei gruppi punk metal S.O.D. e M.O.D.. Il disco si segnala per un ritorno ad un'attitudine maggiormente hardcore punk che thrash metal.

## Tracce
1. Something's Gotta Give – 1:52
2. Believe – 1:38
3. Gotta Go – 3:35
4. Before My Eyes – 2:10
5. No Fear – 2:01
6. Blinded – 2:42
7. Voices – 2:16
8. Do or Die – 2:12
9. My War – 2:14
10. Bloodsucker – 1:41
11. The Blame – 2:11
12. Today, Tomorrow, Forever – 2:27
13. Rage – 1:32
14. Pauly the Dog – 0:48
15. Crucified – 3:25

## Formazione
- Roger Miret - voce
- Vinnie Stigma - chitarra
- Rob Kabula - basso
- Jim Colletti - batteria
- Brad Logan - seconda chitarra e cori
- Prodotto da Billy Milano e Roger Miret
- Registrato da Billy Milano